# Eschweilera longirachis
Eschweilera longirachis là một loài thực vật linhin thuộc họ Lecythidaceae.
Loài này có ở Costa Rica và Panama.